# Región económica Volgo-Viatski
La región económica Volgo-Vyatski (ruso: Во́лго-Вя́тский экономи́ческий райо́н; tr.: Volgo-Vyatski ekonomícheski raión) es una de las doce regiones económicas de Rusia. Las poblaciones más importantes son: Nizhni Nóvgorod, Kírov, Cheboksary, Saransk y Yoshkar-Olá. 
Tiene una superficie de 265.400 km², con una población de 8.480.000 hab. (densidad de 32 hab./km²), de los cuales el 70% es población urbana. El clima es propio de las zonas con bosques de árboles caducifolios y coníferas.
La base de la economía reside alrededor de la industria de la ingeniería, la industria del automóvil, la producción de barcos, la industria aeronáutica, electrónica y la de fabricación de herramientas. 

## Composición
- República de Chuvasia
- Óblast de Kírov
- República de Mari-El
- República de Mordovia
- Óblast de Nizhni Nóvgorod

## Indicadores socioeconómicos
El impacto de la campaña de privatización en Nizhni Nóvgorod, la mayor ciudad de la región, ha resultado en que el número de trabajadores que trabaja en empresas exestatales es la mitad de la media nacional, y la proporción de trabajadores en empresas estatales está un tercio por debajo de la media. El número de trabajadores que sienten su trabajo como seguro y sus salarios son pagados íntegramente está en la media nacional.
La productividad y los salarios de la región están bastante por debajo de la media de la federación. Sin embargo están por encima de la media en opinión respecto a considerar su economía familiar como buena y su vida como soportable, así como en el optimismo respecto al estado actual de la economía estatal.